# روبرت كيلي (لاعب كرة قدم أمريكية)
روبرت كيلي (بالإنجليزية: Robert Kelley)‏ هو لاعب كرة قدم أمريكية أمريكي، ولد في 3 أكتوبر 1992 في نيو أورلينز في الولايات المتحدة.

## وصلات خارجية
- روبرت كيلي على موقع مرجع كرة القدم المحترفة.كوم (الإنجليزية)